# Mydaea furtiva
Mydaea furtiva är en tvåvingeart som beskrevs av Stein 1920. Mydaea furtiva ingår i släktet Mydaea och familjen husflugor. Inga underarter finns listade i Catalogue of Life.